# Kiruna

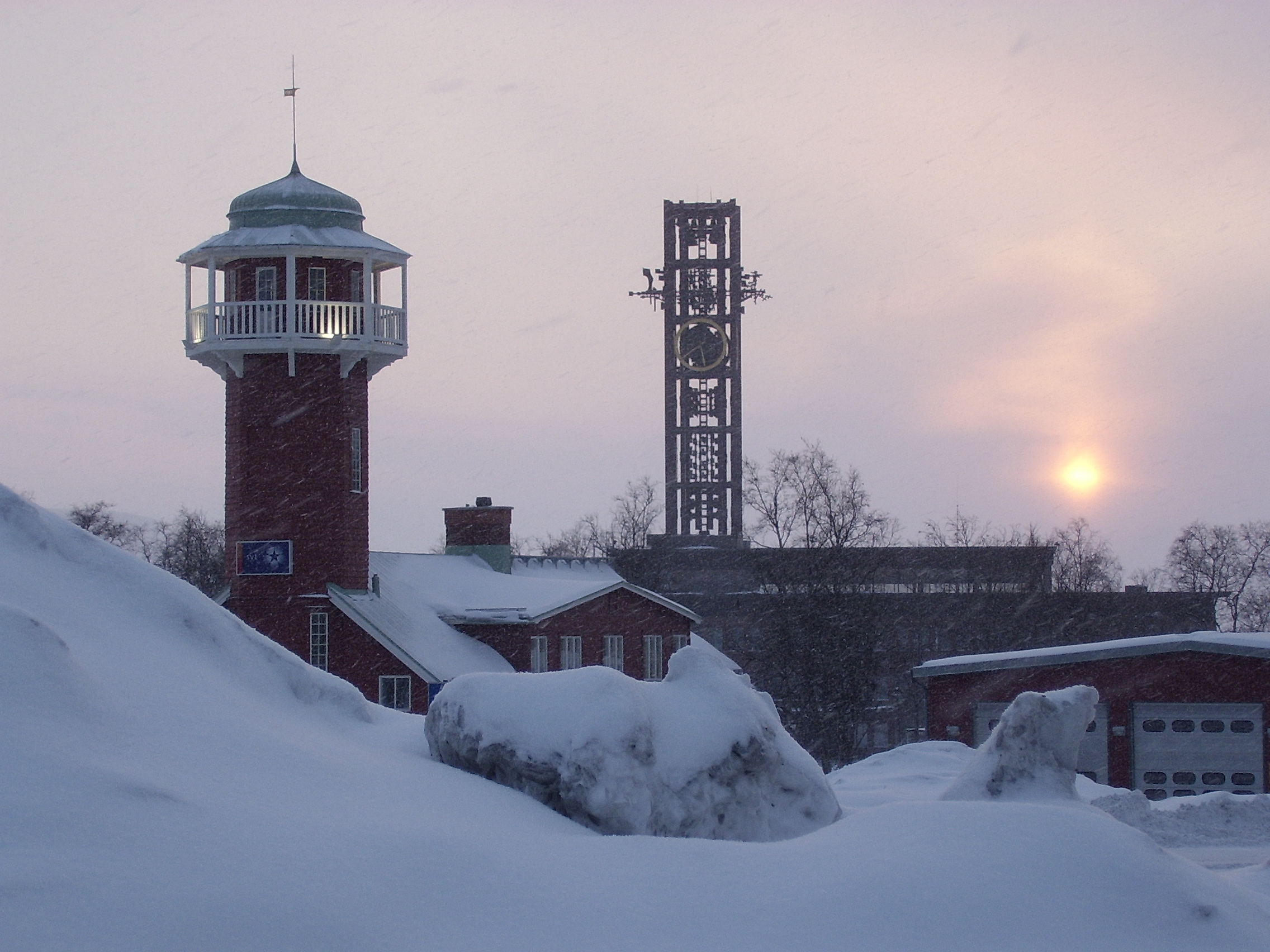
Centrum města.

Kiruna (severosámsky Giron) je město ve Švédsku ležící za severním polárním kruhem, v kraji Norbotten, známé pro svoji těžbu železné rudy. Ve městě žije asi 17 500 obyvatel (rok 2020) a v obci Kiruna (Kiruna kommun), jejímž je správním centrem, pak celkem 22 400 (2023).
Název města Kiruna pochází ze sámského slova Giron, které znamená bělokur. Bělokur je také součástí znaku města, společně se znakem železa, které symbolizuje těžařský průmysl, jenž je hlavním zdrojem příjmů pro město.
Město leží na železniční trati zvané Malmbanan, která spojuje norské přístavní město Narvik, ležící u jednoho z atlantických fjordů se švédským přístavem Luleå na pobřeží Botnického zálivu. Jedná se o nejsevernější trať ve Švédsku i v Norsku.

Kiruna je proslulá i ledovým hotelem, který se nachází necelých 20 km od centra ve vesničce Jukkasjärvi.

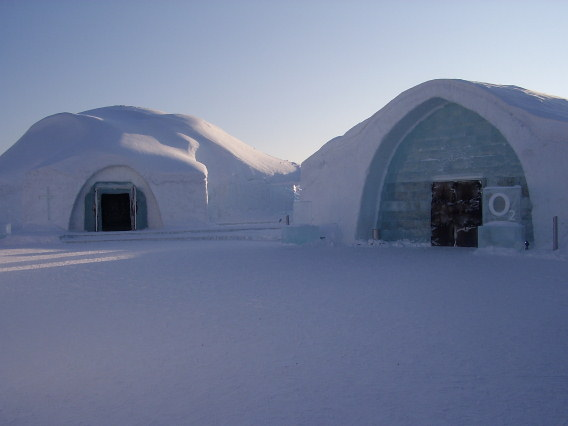
Ledový hotel v Kiruně.

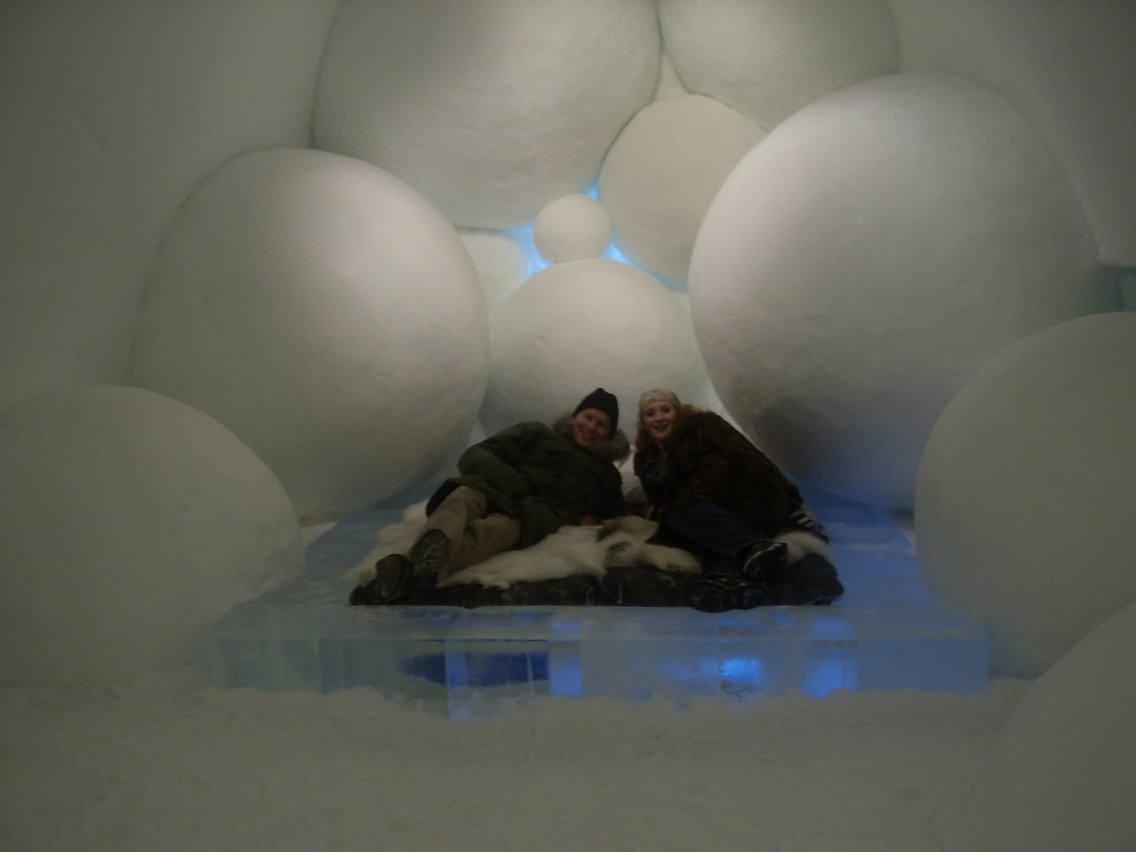
Ledový hotel v Kiruně, interiér.

Kiruna nabízí svým obyvatelům spektrum možností vyžití, od sjezdovky na Luossavaaře, přes četná psí spřežení a chovatele sobů až po letní hudební festival. Navzdory umístění hluboko za polárním kruhem je Kiruna dobře vybaveným městem s plaveckým bazénem, několika supermarkety, školami, hotely, nemocnicí, autobusovým, vlakovým i leteckým spojením a různými společenskými akcemi. Za zmínku stojí např. Midsommar, oslava léta typická pro Švédsko.

## Historie
Počátky osídlení v oblasti Kiruny se datují na období po ústupu kontinentálního ledovce ze Skandinávie před cca 6 000 lety. Oblast dnešního centra města a jeho okolí byly řídce obydlené Laponci, kteří měli poznatky o výskytu železných rud v masivech Kiirunavaary a Luossavaary. Začátkem 17. století proběhla první menší kolonizační vlna, do oblasti přicházeli osadníci, hlavně horníci, z Malmbergetu, ležícího asi 80 km jižněji. V roce 1736 oblast zmapoval Anders Hacksell, přičemž pojmenoval vrchy Kiirunavaara a Luossavaara jako Fredriks berg a Berget Ulrika Eleonora na počest krále Frederika I. a jeho manželky Ulriky Eleonory.

### 19. století
Až do konce 19. století však těžba nedosáhla většího rozsahu, hlavně pro špatnou dostupnost lokality, špatné povětrnostní podmínky a vysoký obsah fosforu v rudě. V roce 1878 Britové Sidney Gilchrist Thomas a Percy Gilchrist zdokonalili proces bessmerizace použitím zásadité vyzdívky konvertoru, čímž se dal z roztaveného železa odstranit fosfor a železná ruda z Kiruny se stala "kvalitnější". Problémem však stále zůstávala doprava, těžba probíhala hlavně v letních měsících a v zimě byla ruda transportována na saních.
V roce 1884 získala anglická společnost The Northern of Europe Railway Company koncesi na stavbu a provoz železnice spojující přístavy Luleå ve Švédsku a Narvik v Norsku. V roce 1888 byl dokončen úsek od Luleå po Malmbergetu, ale společnost přibližně v tomtéž roce zbankrotovala.
V roce 1890 Robert Schoug založil společnost LKAB (Luossavaara-Kiirunavaara Aktie bolag) na provoz dolu v Kiruně a o tři roky později společnost (už pod vedením Gustava Broms) odkoupila společnost AGM (Aktiebolaget Gellivare Malmfält), která provozovala důl v nedalekém Malmbergete. LKAB prosazovala prodloužení železnice přes Kirunu až po norský Narvik hlavně z důvodu nezamrzání přístavu v zimních měsících (Narvik je totiž ohříván teplejšími vodami Golfského proudu). Rozhodnutí o výstavbě bylo odhlasováno ve švédském parlamentu v roce 1898 a již v následujícím roce byla připojena Kiruna. Narvik s Luleå byly spojeny v roce 1902 a celá trať spojující Luleå a Narvik zvaná Malmbanan byla slavnostně otevřena švédským králem Oskarem II. 14. července 1903.

### Rozvoj obce
Dokončení železničního spojení bylo impulsem k masivnějšímu osídlování oblasti, obec byla oficiálně založena v roce 1900 a prvním správcem se stal Hjalmar Lundbohm. Název obce navrhl Gustaf Broms. Již v roce 1910 počet celoročních obyvatel přesáhl číslo 7 500.
Během první světové války poklesla těžba na historické minimum v krátké historii města a zvýšila se až v roce 1920. V roce 1921 byla zahájena hornická činnost i na masivu Luossavaara (ukončena byla v roce 1974). Velká hospodářská krize ve 30. letech zasáhla i Kirunu, produkce železné rudy poklesla až o 70%.

### Druhá světová válka
Druhá světová válka znamenala pro Kirunu rozvoj, neboť železná ruda hrála důležitou roli v německém vojenském průmyslu. Kromě železné rudy však měli Němci zájem i o transport vojáků a materiálu po železnici z Luleå do Narviku. Švédská vláda však takové transporty odmítla (transitering av human karaktär, men í underhåll till stridande Truppe – tranzit humanitního charakteru, ne bojujících vojáků), načež Německo argumentovalo tím, že v Norsku skončily boje a vojáci tak vlastně nebojují.[zdroj?]
Švédsko již dříve (v březnu 1940) zamítlo podobnou žádost ze strany Spojeného království, neboť se vláda obávala, že přítomnost britských vojáků v Kiruně by mohla vyprovokovat Německo k obsazení země. Dokonce během Německé invaze do Norska byly při každém mostě na trati postavené vojenské hlídky, připravené vyhodit je do vzduchu, pokud by došlo k invazi i do Švédska.

### Poválečné období

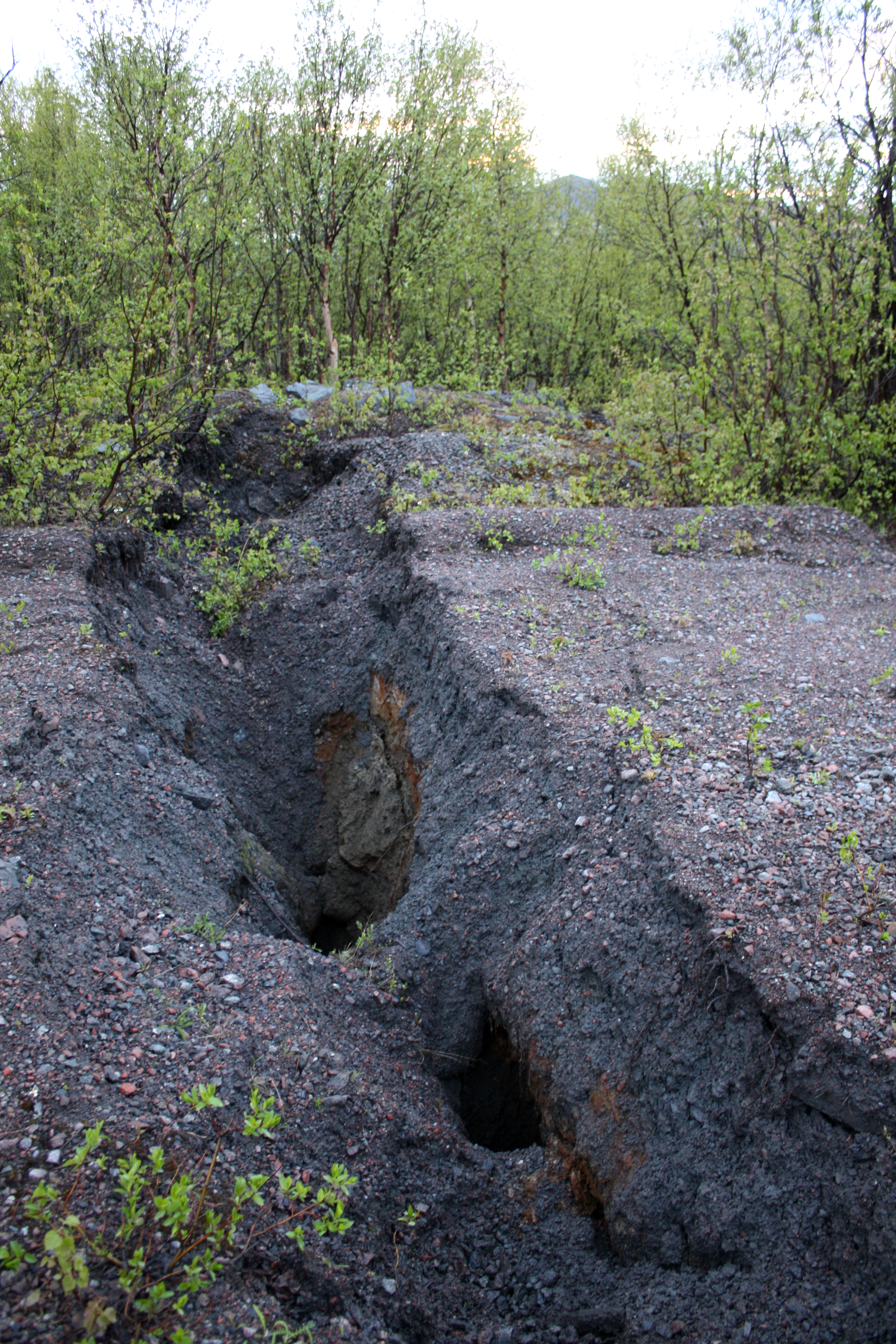
Deformační praskliny způsobené hornickou činností.

Po skončení války, v roce 1948, získala Kiruna status města. Město začalo ekonomicky prosperovat, započala i rekonstrukce centra. Vícero budov bylo zbouráno a také byla v tomto období postavena většina staveb tvořících centrum města do současnosti. Od roku 1960 ve městě funguje letiště pro civilní dopravu. Produkce železa se zvyšovala, rekordním byl rok 1973 (24 milionů tun vytěžené rudy). Se zvyšující se těžbou narůstal i počet obyvatel a v 70. letech 20. století překročil hranici 25 000 lidí. Koncem 70. let však nastal pokles cen železné rudy, došlo k zavírání dolů a zvyšování nezaměstnanosti. Prakticky neexistující diverzifikace průmyslu měla za následek migraci a pokles obyvatelstva. Nynější počet obyvatel je ustálený na čísle přibližně 20 000.
V současnosti je největším problémem města, hlavně jeho centrální části, sesedání půdy, které je způsobeno poddolováním centra. V roce 2004 bylo přijato usnesení o přesunutí centra severněji, k jezeru Luossajävri. Zatímco některé domy budou rozmontovány a znovu složeny po přesunu v „Nové Kiruně“, některé budovy se budou přesouvat v celku, podobně jako v případě českého Mostu. Většina obyvatel by se měla přestěhovat do roku 2033.
Okolo roku 2014 se na povrchu začaly objevovat trhliny způsobené poddolováním.

## Geografie
Kiruna leží v Laponsku, historické provincii na severu Švédska, 145 km severně od polárního kruhu. Městem se Kiruna stala v roce 1948 a v té době se jednalo plochou o největší město na světě, po reformě správních jednotek v 70. letech 20. století však byl termín město použit jen pro menší část území. V dnešní době je oblast druhou největší správní oblastí s 19 447 km2 po australském Mount Isa. Plocha města je však velmi řídce obydlená a prakticky jen centrum má charakter městské zástavby.

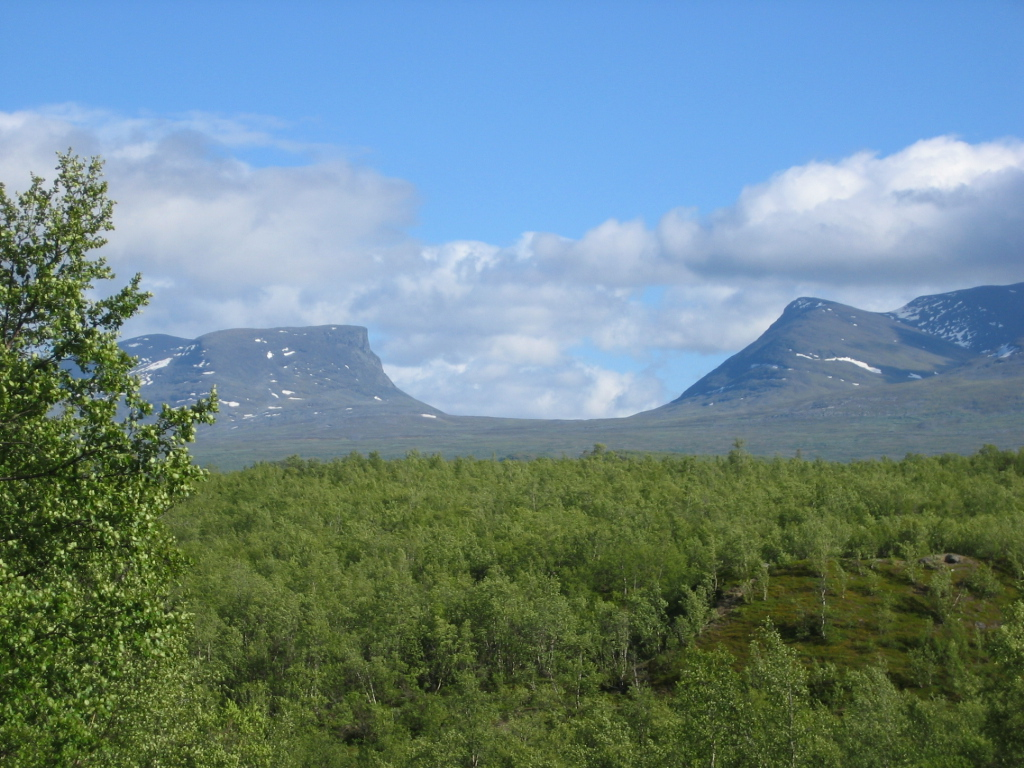
Laponská brána.

Přibližně 26 % z plochy Kiruny zabírají chráněná území, což je 11 % z celkové plochy chráněných území Švédska. Pozoruhodný je zejména národní park Abisko, ležící cca 100 km od centra na západ, proslulý zejména díky své unikátní přírodě a slavné Laponské bráně, ale i slavnou turistickou stezkou Kungsleden, impozantním vodopádem nebo propagací Laponské kultury a dědictví. Východní část území Kiruny je porostlá borovými a smrkovými lesy, západní má alpský vysokohorský ráz. V blízkosti města se nacházejí vrchy Kiirunavaara a Luossavaara. Kiirunavaara je pravděpodobně největší těleso na světě tvořené železnou rudou a je intenzivně těženo, Luossavaara je bývalý důl, v současnosti se jeho svahy využívají k lyžování. Z Kiruny je dostupná i nejvyšší hora Švédska – masiv Kebnekaise (2097 m n. m.). V oblasti se nachází i více než 6 000 jezer. Nedaleko od centra města leží jezero Luossajärvi, jižně teče Kalix a severně řeka Torne.
Vzhledem k poloze za polárním kruhem, je zde možné pozorovat od 30. května do 15. července půlnoční slunce a od 13. prosince do 5. ledna je zde období polární noci. Během polární noci stojí za vidění polární záře, kterou je možné pozorovat minimálně jednou týdně.

### Klima
Samotné město Kiruna leží 145 km severně od polárního kruhu a má subpolární podnebí (Dfc) s krátkými chladnými léty a dlouhými chladnými zimami, i když ve městě samotném může být podstatně mírněji než v okolních lesích. Velká plocha území Kiruny, jakož i rozdílný ráz krajiny generuje rozdíly v počasí a klimatu. Centrální část města, nacházející se za polárním kruhem v nadmořské výšce asi 500 m n. m., mívá průměrné zimní teploty pod –20 °C, Jukkasjärvi v údolí řeky Torne, nacházející se 20 km směrem na východ až –30 °C. Sněhová pokrývka se udrží od října až do května (např. v lyžařském středisku Riksgränsen sezóna končí dokonce až třetí červnový týden) , ale sněhové srážky se mohou vyskytovat po celý rok. Riksgränsen je taktéž lokalita s nejvyšším průměrným ročním úhrnem srážek ve Švédsku, naproti tomu jen 30 km vzdálená vesnice Abisko je naopak místo s nejnižším průměrným úhrnem srážek v zemi.
|                   | Led | Úno | Bře | Dub | Kvě | Čvn | Čvc | Srp | Zář | Říj | Lis | Pro |
| ----------------- | --- | --- | --- | --- | --- | --- | --- | --- | --- | --- | --- | --- |
| Max. teploty (°C) | –10 | –8  | –4  | 1   | 7   | 14  | 17  | 17  | 8   | 2   | –5  | –8  |
| Min. teploty (°C) | –19 | –18 | –14 | –8  | –1  | 5   | 7   | 6   | 1   | –5  | –12 | –17 |
|                   |     |     |     |     |     |     |     |     |     |     |     |     |
| Srážky (mm)       | 30  | 25  | 26  | 27  | 34  | 49  | 86  | 74  | 49  | 47  | 42  | 34  |

### Doprava

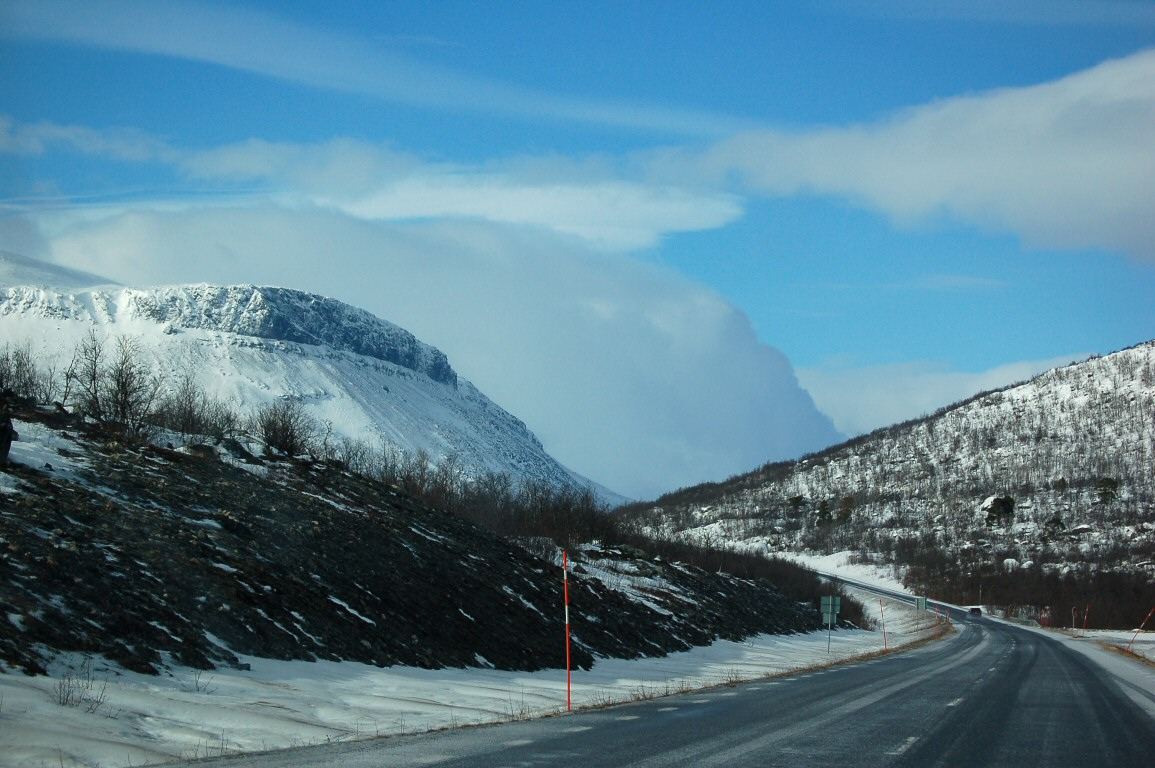
Země v okolí silnice E 10.

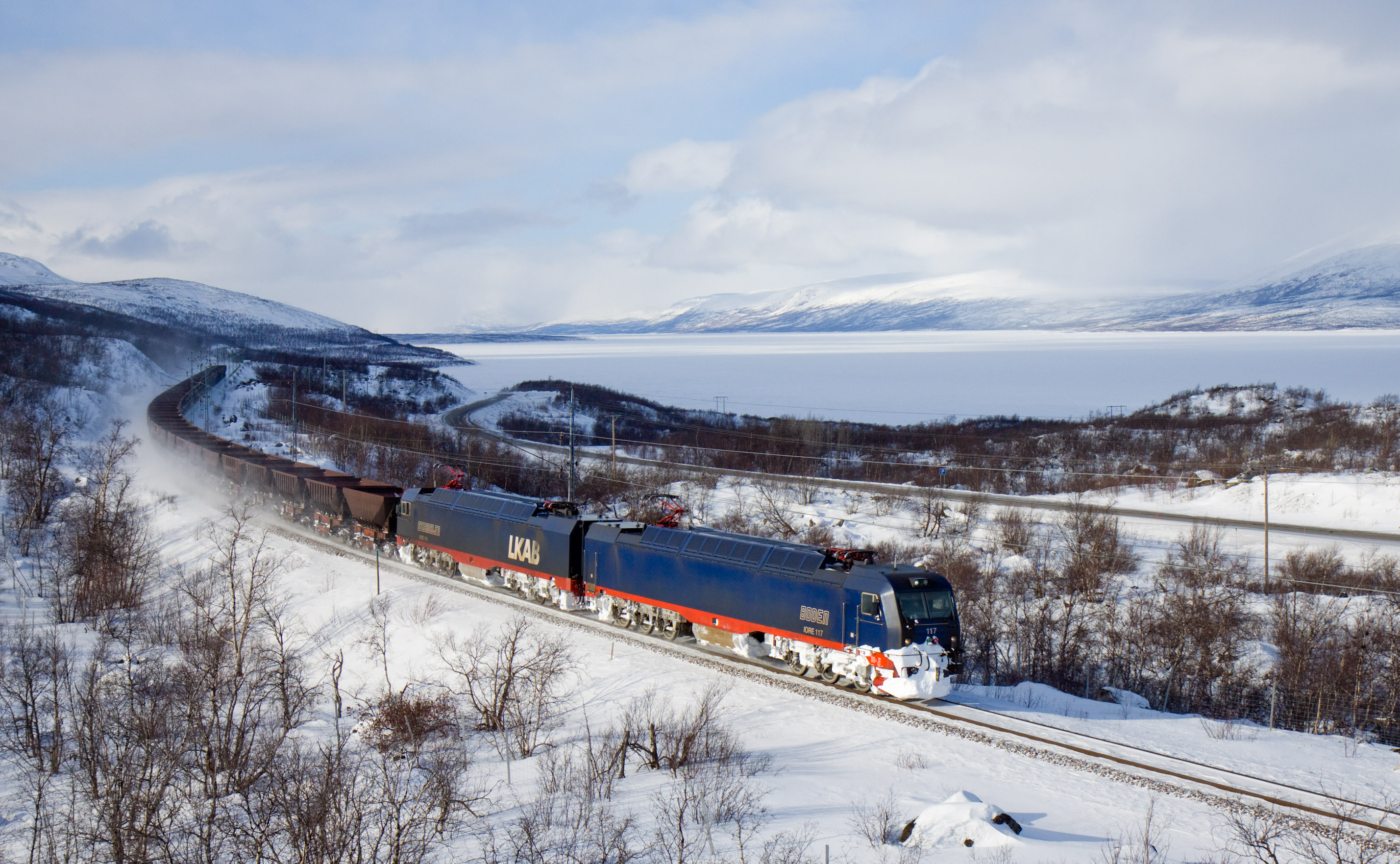
Železniční trať Malmbanan.

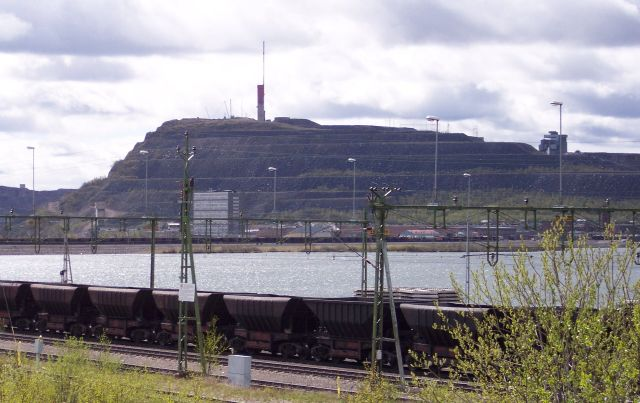
Povrchový důl na železnou rudu v Kiruně.

Město leží na železniční trati Malmbanan, která spojuje norský Narvik a švédskou Luleå přes Kirunu. Trať byla postavena na přelomu 19. a 20. století kvůli převozu vytěžené železné rudy, v současnosti je však využívána i pro osobní dopravu. Železnice spojuje Luleå s Gällivare, Kirunou a Narvikem. Jezdí tu noční vlak z Narviku do Stockholmu, denní vlak z Narviku do Luleå (navazující na druhý noční vlak do Stockholmu a Göteborgu) a vlaky do Luleå a Narviku, které začínají a končí v Kiruně. Posledně jmenovaná stanice je známá jako Karven a je oblíbená pro jednodenní výlety do hor v okolí Abiska, Björkliden a Riksgränsen, zejména v zimě. Další dálkové vlaky provozuje v létě společnost Transdev. V roce 2013 bylo nádraží odsunuto 2 km od centra města a na každý odjezd a příjezd jezdí bezplatná kyvadlová doprava, která začíná na autobusovém nádraží v centru Kiruny.
S okolním světem Kirunu spojuje i mezinárodní silnice E 10, začínající se na norských Lofotech a končící v Luleå. Další silnice spojují město s nedalekým osadami Kurravaara a Nikkaluokta.
Letiště v Kiruně se nachází 8 km od centra a provozuje každodenní spojení s hlavním městem, ať už přímo, nebo s mezipřistáním v Luleå, resp. Umeå. V době turistické sezóny jezdí mezi letištěm a centrem města autobusová linka.

## Ekonomika

### Průmysl
Klíčovým odvětvím města je těžba železné rudy, která je v okolí města těžena státní těžařskou firmou LKAB. Ta je také největším zaměstnavatelem v regionu. Během II. světové války byla převážná část produkce posílána vlakem do přístavu Luleå, odkud byla odvážena do nacistického Německa, které ho využívalo pro svoji válečnou výrobu.
V roce 2004 bylo rozhodnuto, že centrum města se bude muset v důsledku rozšiřující se těžby zbourat a přemístit, jelikož vlivem sesedání se město propadá. Přemístění by mělo být provedeno v následujícím desetiletí. S přemístěním centra města, které podmiňuje zachování těžby (jež je pro město klíčová), souhlasí 96 % obyvatel.
Důl v současné době dosahuje hloubky 1175 m pod bodem, kde těžba začala, a je možné se vypravit na exkurzi přibližně do poloviny této hloubky.

### Věda
V Kiruně je umístěno středisko Esrange, disponující odpalovací rampou pro rakety a rozlehlým prostranstvím pro vypouštění stratosférických balonů. Odpovídající operační centrum je samozřejmostí. Dále pak zde lze nalézt obří radar projektu EISCAT, radarového výzkumu atmosféry, jehož hlavní vysílač je umístěn v Tromsø. Významným centrem vesmírného výzkumu je také budova IRF, jednak detašované pracoviště univerzit v Luleå a Umeå a jednak výzkumné centrum pro sledování polární záře a její předpověď (souvisí s předpovědí sluneční aktivity), atmosférické studie (například LIDAR) a inženýrský vývoj vesmírných zařízení.

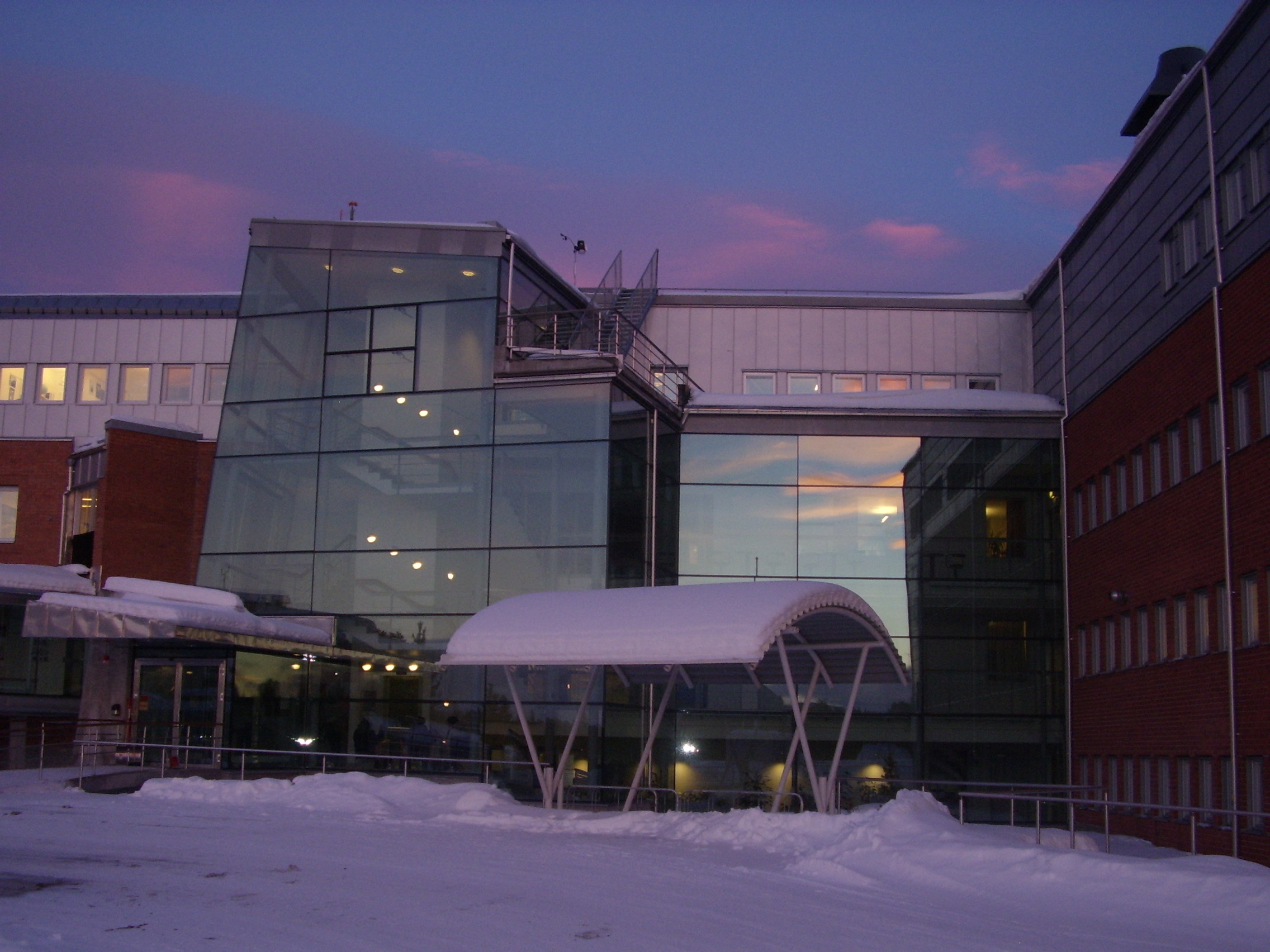
Budova IRF.

V Kiruně probíhá druhý semestr studijního programu SpaceMaster, do kterého je prostřednictvím elektrotechnické fakulty ČVUT zapojena i Česká republika.

### Turistika
Turistika je důležitou položkou příjmů města a okolí, ročně navštíví Kirunu přibližně 300 000 turistů. K častým aktivitám (nejen turistů, ale i domácích) patří rybaření a lov. V letní sezóně patří k atrakcím výstup na nejvyšší horu Švédska Kebnekaise, rafting a kanoistika na řekách a návštěva národního parku Abisko.
V zimě zase návštěvníci využívají služeb lyžařských středisek, světově známým objektem je Ledový hotel, nacházející se v osadě Jukkasjärvi nedaleko města. Byl poprvé postaven počátkem 90. let 20. století a od té doby je opětovně budován. Dalšími lákadlem je i pozorování polární záře a zimní festival s závodem sobů a výrobou ledových soch v lednu.
Z památek je třeba zmínit kostel v Kiruně, postavený v novogotickém stylu v roce 1912, který je jednou z největších dřevěných staveb ve Švédsku. Kvůli rozšiřování dolu byl ve dnech 19.–20. srpna 2025 přemístěn na nové místo sousedící se hřbitovem.

## V kultuře
Spisovatelka Asa Larssonová do Kiruny a jejího okolí zasadila sérii detektivních knih o Rebecke Martinssonové. 

## Partnerská města
- Apatity, Rusko
- Archangelsk, Rusko
- Narvik, Norsko
- Rovaniemi, Finsko
- Rustavi, Gruzie